# Sinderesi

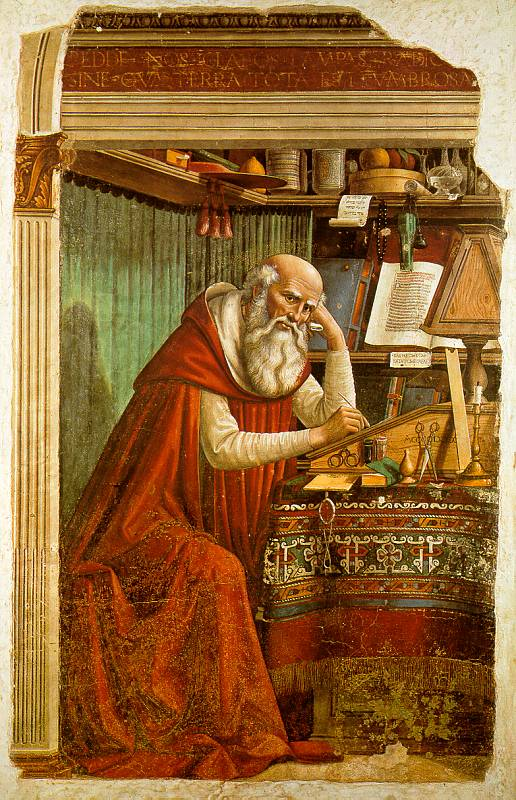
San Girolamo nel suo studio, di Domenico Ghirlandaio

Il termine sinderesi, anche nella variante sinteresi, indica in filosofia, soprattutto in quella religiosa cristiana, il discernimento morale quale sentimento della coscienza che distingue il bene dal male.

## Etimologia
Il termine sinderesi, anche nella variante sinteresi, deriva dal greco συντήρησις  (süntèrēsis, secondo la pronuncia bizantina per cui tau dopo ni si legge come delta) da συντηρέω (süntēréo termine composto da syn e tereo), verbo che significa "vedere", "osservare", "fissare lo sguardo", quindi anche "esame di sé".
Un'etimologia alternativa è quella che vuole il termine sinderesi come corruzione dal greco antico syneidêsis (συνείδησις), dove συν sta per insieme, condiviso e είδησις appare un derivato di εἶδος e cioè "forma", "immagine" o "icona": "sinderesi", in questo senso, significherebbe dunque "idea condivisa".

## Nella storia della filosofia
Il termine compare nei primi autori cristiani, in particolare nel IV secolo con San Girolamo, secondo il quale esso indica quella parte dell'anima chiamata coscienza, connotata anche in senso morale. La sinderesi, che lui chiama scintilla conscientiae («luce della coscienza»), permette all'uomo di avere autocoscienza, esame di sé, conoscenza innata del bene e del male, e quindi capacità di distinguere spontaneamente il bene dal male, capacità di dirigersi verso ciò che lo conserva, al bene che lo favorisce, conseguendo l'autoconservazione.
Ritorna nel Duecento in Tommaso d'Aquino, per il quale la sinderesi esprime la tendenza innata dell'anima umana verso il bene e il suo rifiuto del male. Dalla sinderesi dipende quindi la capacità dell'uomo di desiderare il bene e di provare rimorso per il male compiuto.
Speculare a quella tomista è la riflessione di Bonaventura da Bagnoregio, in cui è centrale il tema agostiniano dell'illuminazione divina, la quale, oltre a consentire di comprendere le essenze eterne della realtà, presenti nella mente di Dio, guida anche l'azione umana, determinando appunto la sinderesi, cioè la disposizione pratica al bene. Il valore conoscitivo del mondo ideale platonico viene quindi trasfigurato dall'esigenza religiosa e morale della salita dell'uomo verso Dio.
Per il resto tutta la Scolastica deriva il significato di sinderesi sostanzialmente dal pensiero tomista, chiarendo che questa disposizione di parte dell'anima al bene avviene poiché quella parte non è stata macchiata dal peccato originale, che di per sé renderebbe impossibile ad ogni uomo di aspirare al bene. In questo significato di tendenza attiva della coscienza al bene, ritroviamo l'uso del termine in Bossuet.
Il termine non è più usato nella filosofia contemporanea.
Lo si ritrova comunque impiegato, talora, in campo psichiatrico ed in particolare negli studi sulla psicopatia.